# Værøy
Værøy est une municipalité et une île (une des îles Lofoten) du comté de Nordland en Norvège.

## Localités
- Røssnesvågen (67° 39′ 00″ N, 12° 44′ 00″ E) ;
- Sørland (67° 40′ 00″ N, 12° 42′ 00″ E).

## Attractions touristiques

### Breivika
Breivika se trouve sur la route entre Sørland et Nordland, et abrite une belle plage, Skarsursanden. On peut atteindre Breivikdalen par un chemin partant de la route principale.

### Heia
Heia offre une belle vue sur l'île. L'endroit peut être atteint par un sentier appelé Bjørka, ou en suivant la route carrossable qui part de Rømdalen. Vers la moitié du chemin, on passe par un ancien site de capture des aigles.

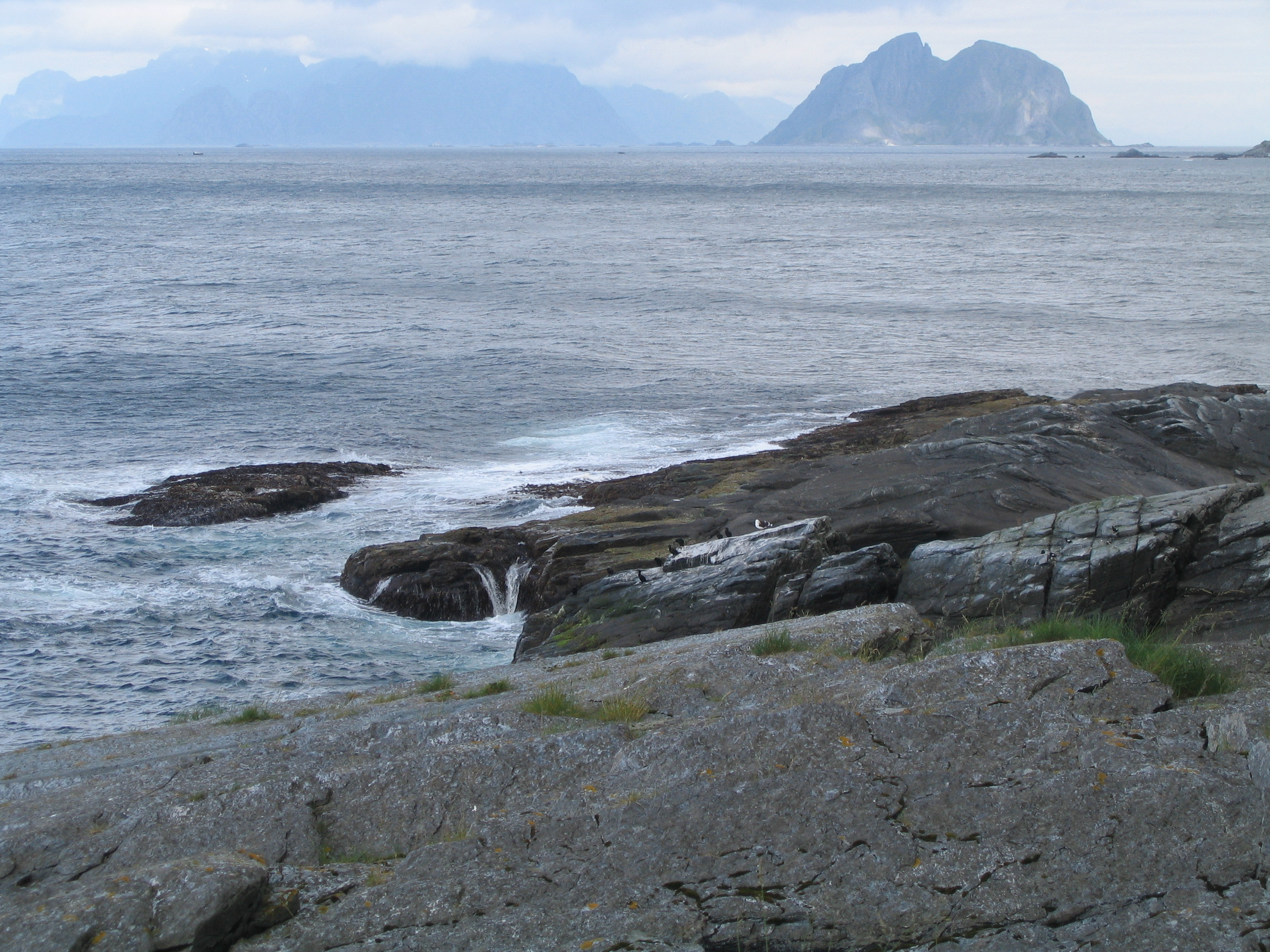
Mosken (à droite) et Moskenes (à l'arrière gauche) vues de Værøy

### Capture d'aigles
La capture des aigles est une ancienne tradition de l'île de Værøy. Ils capturaient les aigles à mains nues, et différents sites de capture existent toujours. 

### Gjerdeheia
Gjerdeheia est un plateau au sommet de l'île. Il peut être atteint à partir de Breiviksdalen, puis à gauche à partir du fond de la vallée. On peut aussi y parvenir en suivant le sentier grimpant depuis Rømdalen, puis à droite après Hornet.

### Nordlandsnupen
Nordlandsnupen est le plus haut sommet de Værøy. Il peut être atteint en montant vers Breiviksdalen et puis à droite au fond de la vallée. 

### Mollbakken
Mollbakken à Nordland est une plaine rocailleuse. De nombreuses traces d'occupation viking, notamment des tombes, ont été trouvées ici. 

### Vieille église de Værøy
La vieille église de Værøy est la plus vieille église des îles Lofoten, construite vers 1740. 

### Sanden
Sanden est une superbe plage, surplombée par une falaise de 400 mètres, ce qui réchauffe le climat de l'endroit en été. Elle est accessible uniquement par bateau. 

### Climat
Le climat de Værøy est, comme pour la plupart des îles, extrêmement changeant. Soleil et pluie, vent et brouillard, peuvent rapidement se succéder. La température descend sous zéro en hiver. Le climat et la température marine rendent les eaux extrêmement poissonneuses, et favorables à la pêche à la morue.

## Personnalité
- Oluf Raanes (1863-1932), explorateur, y est né.